# الدوري التركي الممتاز 1962-63
الدوري التركي الممتاز 1962-63 (بالتركية: 1962-63 Millî Lig)‏ هو الموسم 5 من الدوري التركي الممتاز. أشرف على تنظيمه اتحاد تركيا لكرة القدم، وكان عدد الأندية المشاركة فيه 22، وفاز فيه غلطة سراي.